# Vuku
Vuku is een plaats in de Noorse gemeente Verdal, provincie Trøndelag. Vuku telt 212 inwoners (2007) en heeft een oppervlakte van 0,33 km².